# Hever Castle
Hever Castle – zamek położony w miejscowości Hever w Kent, około 50 km na południowy wschód od Londynu. Został zbudowany w XIII w. Najstarsza część zamku brama powstała w 1270 r. Od około 1462 r. był własnością rodziny Boleyn. Na początku XVI w. mieszkała w nim wraz z rodzicami i rodzeństwem Anna Boleyn, druga żona króla Henryka VIII Tudora. Ojciec Anny Tomasz Boleyn odziedziczył zamek w 1505 r. W 1536 r. po śmierci Anny Boleyn zamek przeszedł w ręce Henryka VIII. W 1540 r. po unieważnieniu małżeństwa zamieszkała w nim czwarta żona Henryka VIII Anna z Kleve. Po jej śmierci zamek miał wielu właścicieli. W 1903 r. został kupiony i odnowiony przez amerykańskiego milionera Williama Waldorfa Astora. Obecnie zamek jest udostępniony dla zwiedzających.

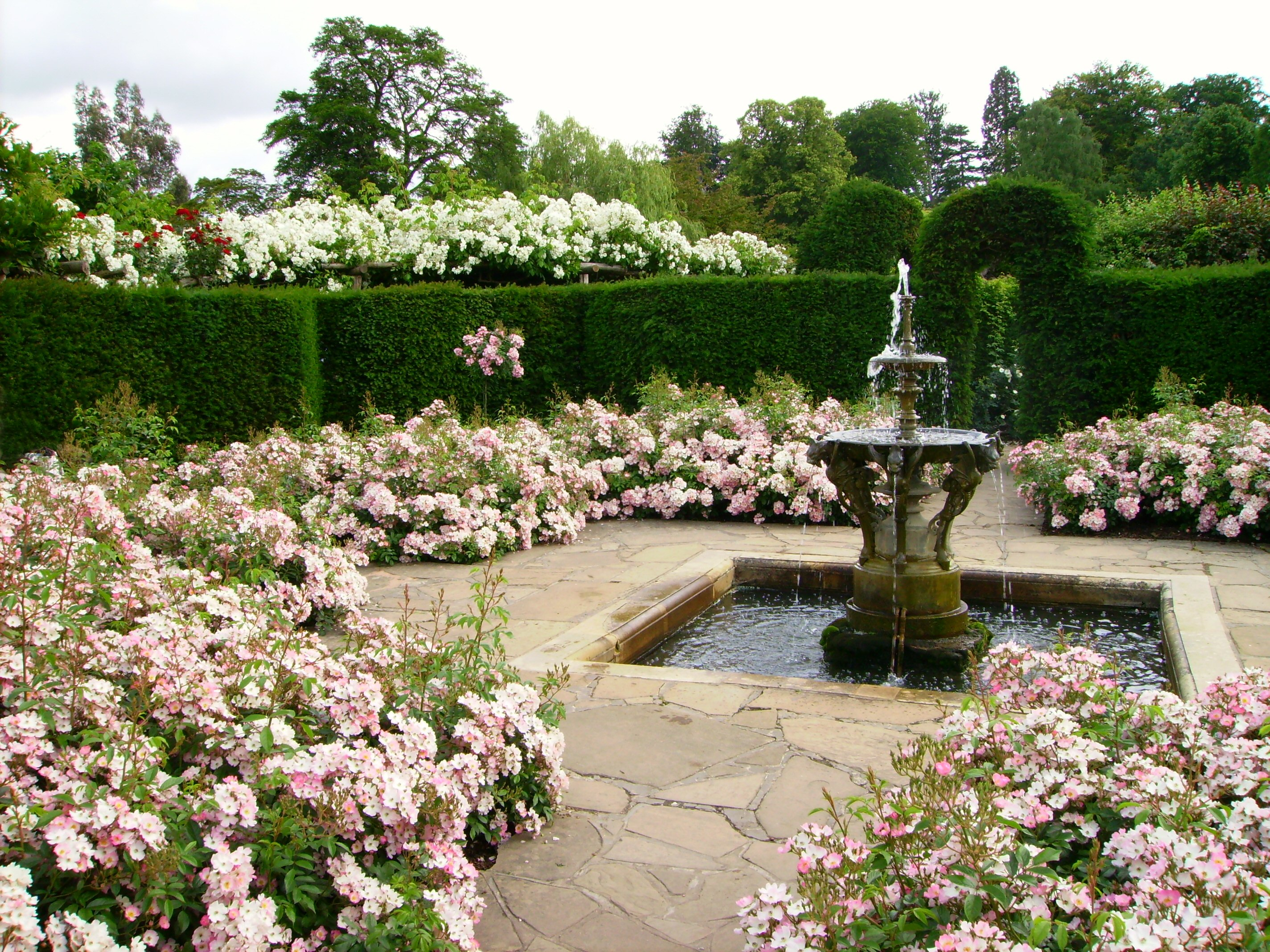
Ogród różany Haver Castle

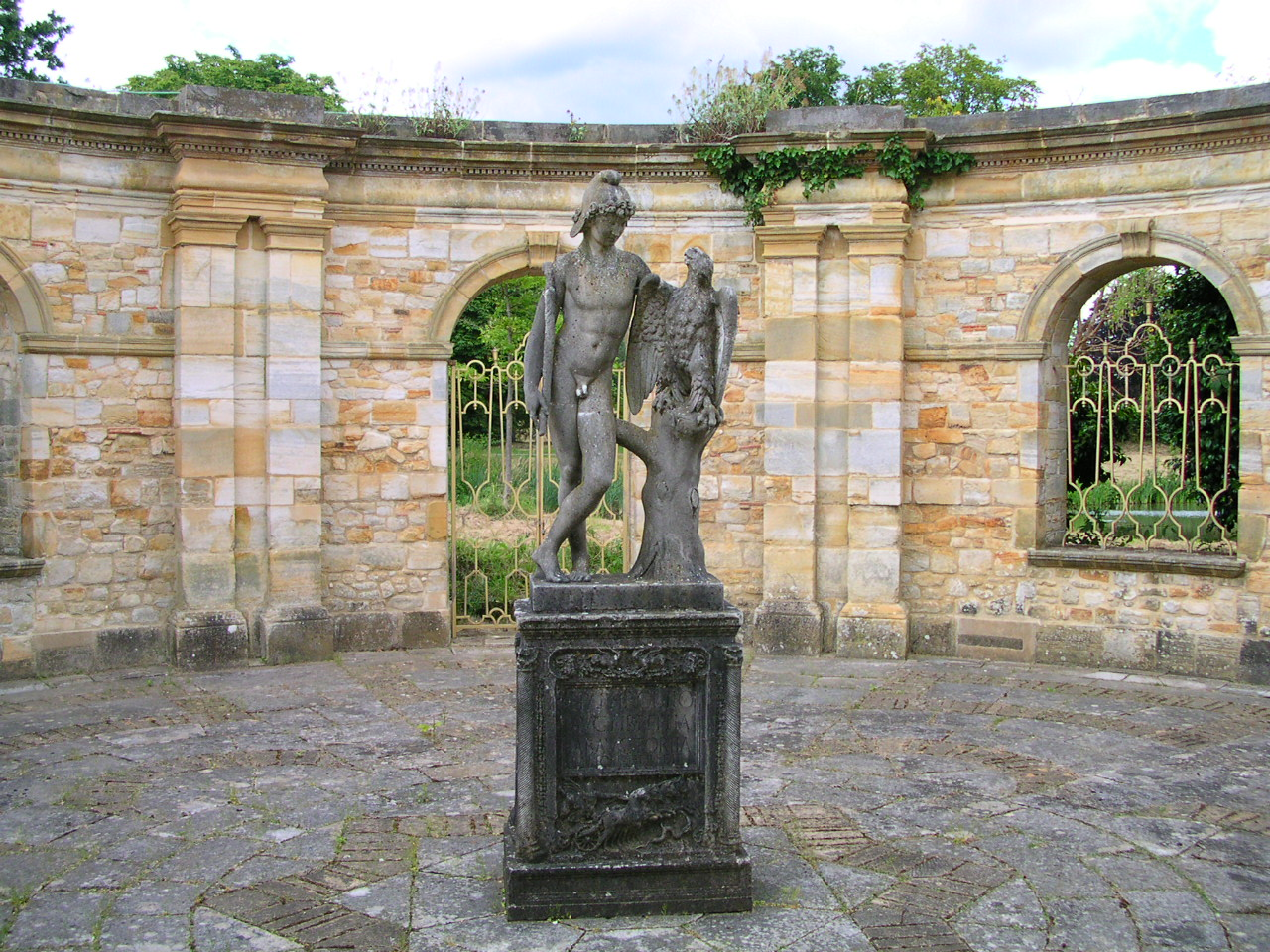
Ogród Hever Castle

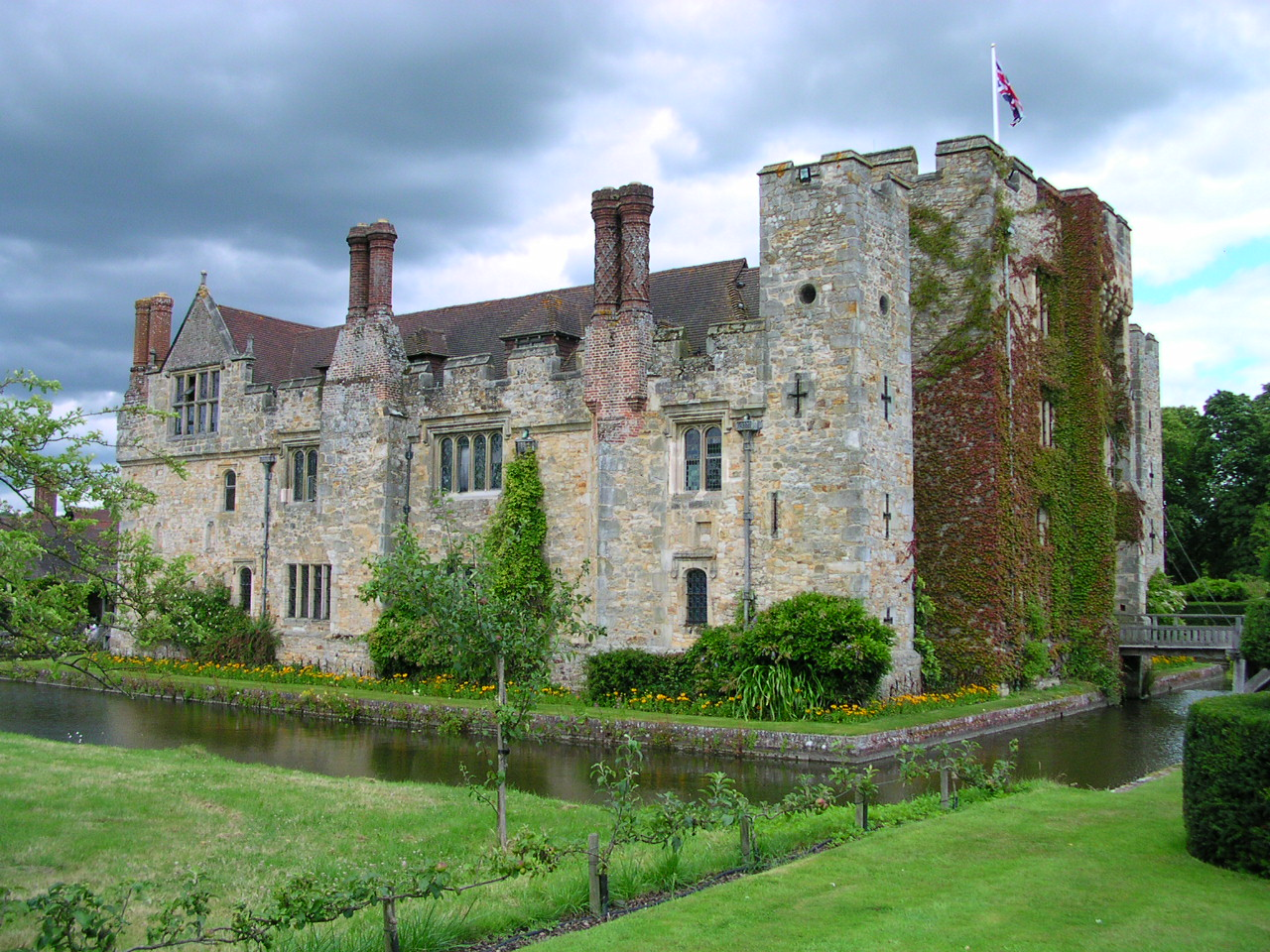
Hever Castle